# Peter von Möllendorff
Peter von Möllendorff, né le 5 avril 1963 à Zurich, est un philologue classique allemand.

## Carrière
Peter von Möllendorff étudie la philologie classique et la romanistique aux universités de Cologne, de Fribourg-en-Brisgau et de Munich. Il passe dans cette dernière son examen d'État en 1989-1990. Après sa promotion en 1994, il passe son habilitation en 1998-1999 et enseigne en 2001-2002 à la chaire de philologie classique de l'université de Heidelberg. Il est appelé en mars 2003 à la chaire de philologie classique avec spécialisation en grec à l'université de Giessen.
Ses travaux portent avant tout sur les sophistes grecs et sur le satiriste Lucien de Samosate. Il étudie la littérature de l'époque impériale, le théâtre antique grec, les conceptions esthétiques et poétiques de l'Antiquité grecque, les concepts d'intertextualité.

## Quelques œuvres
- Grundlagen einer Ästhetik der alten Komödie. Untersuchungen zu Aristophanes und Michail Bachtin, Tübingen, 1995 (d'après sa thèse de Munich de 1994) [Fondements d'une esthétique de la comédie antique. Études sur Aristophane et Mikhaïl Bakhtine]
- Und est wird gehen ! Der Briefwechsel von Ulrich von Wilamowitz-Moellendorff und August Frickenhaus, in: Quaderni di Storia 49, 1999, pp.199-235 (Correspondance d'Ulrich von Wilamowitz-Möllendorff avec August Frickenhaus)
- Auf der Suche nach der verlogenen Wahrheit. Lukians "Wahre Geschichten" [= Classica Monacensia 21], Tübingen, 2000 [À la recherche de la vérité mensongère. Les Histoires vraies de Lucien]
- Aristophanes, Hildesheim, Stüdienbücher Antik 10, 2002 (d'après sa thèse d'habilitation de 1999)